# Stefan Holenstein

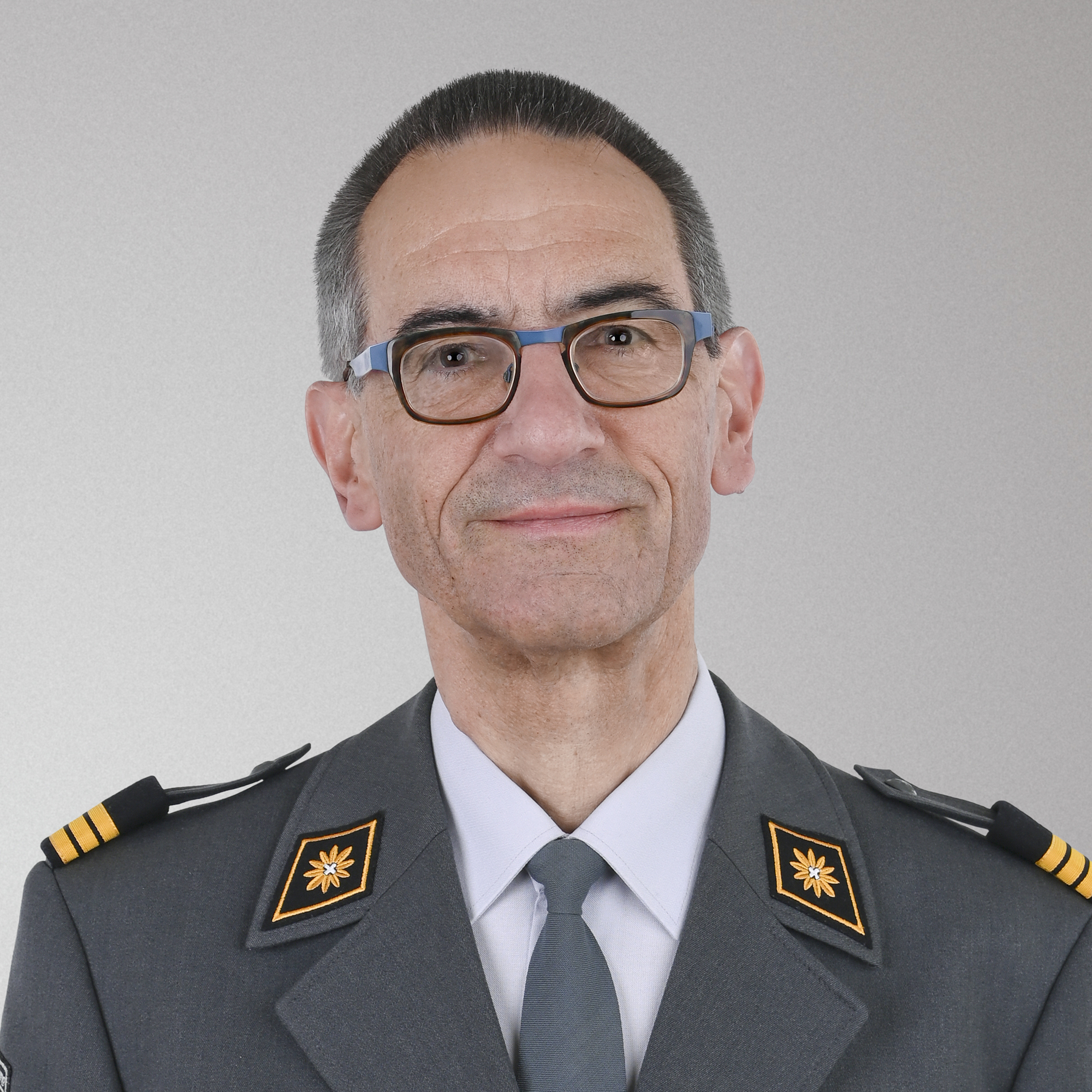
Stefan Holenstein (2024)

Stefan Holenstein (* 25. Dezember 1961 in Zürich; heimatberechtigt in Zürich und Kirchberg SG) ist promovierter Jurist (Dr. iur.), Schweizer Anwalt, KMU-Unternehmer, Milizoffizier und Autor. Er hält einen EMBA der Universität Zürich. Als ehemaliger Präsident der Schweizerischen Offiziersgesellschaft (SOG) ist er aktuell Präsident des Verbands Militärischer Gesellschaften Schweiz (VMG).

## Biographie
Stefan Holenstein wuchs in Zürich auf und besuchte die Kantonsschule Zürich-Oerlikon, wo er 1981 mit der Matura Typus A abschloss. Von 1982 bis 1988 studierte er an der Universität Zürich Rechtswissenschaft und arbeitete anschliessend bis 1992 als Wissenschaftlicher Assistent am Lehrstuhl für Zivilrecht und Römisches Recht der Universität Zürich. Danach wechselte er zur Universität St. Gallen, wo er wiederum als Wissenschaftlicher Assistent am Lehrstuhl für Zivilrecht und Allgemeine Rechtsgeschichte bis 1994 wirkte.
Im Anschluss war Holenstein für zwei Jahre als Auditor und juristischer Sekretär am Bezirksgericht Zürich tätig. Er doktorierte 1995 mit einer rechtshistorischen Abhandlung. Danach wechselte er in die Privatwirtschaft, wo er von 1997 bis 1999 Generalsekretär beim Reisekonzern Kuoni war. Im Jahr 1999 erlangte er das Anwaltspatent des Kanton Zürichs. Von Kuoni wechselte er zur Rentenanstalt / Swiss Life, wo er bis 2000 als Rechtskonsulent tätig war. Danach arbeitete er bis 2004 als Leiter Corporate Services bei der Erb-Gruppe. Nach Abwicklung des Konkurses des Winterthurer Familienunternehmens war er bis 2008 als Head Corporate Center beim Ostschweizer Bauzulieferer Arbonia, danach als stellvertretender Direktor beim Verband der Schweizer Krankenversicherer Santésuisse. 2014 wurde er Generaldirektor des Automobil Clubs der Schweiz (ACS); das Arbeitsverhältnis endete infolge einer Verbandskrise im Juni 2016. Der ACS und Holenstein einigten sich im Dezember 2016 einvernehmlich und aussergerichtlich. Seit Mai 2017 ist er als Partner sowie Präsident des Verwaltungsrats bei einer Schweizer Interim-Management-Provider-Firma tätig.
In der Schweizer Armee ist Holenstein Milizoffizier im Grad eines Obersten im Generalstab. Er wurde 1983 zum Leutnant der Artillerie, 1990 zum Hauptmann (Einheitskommandant), 1996 zum Generalstabsoffizier (als Major im Generalstab) und 1999 zum Oberstleutnant im Generalstab (Abteilungskommandant) befördert. Ab 1999 kommandierte er die Panzerhaubitze-Abteilung 16. 2005 erfolgte die Beförderung zum Generalstabsoberst; er ist seither als Stabsoffizier der Schweizer Armee eingeteilt. Im Milizamt führte er die Schweizerische Offiziersgesellschaft (SOG) als Präsident von 2016 bis 2021. Seit dem 20. November 2021 ist er Präsident vom Verband Militärischer Gesellschaften Schweiz (VMG). Der VMG ist der grösste Milizverband der Schweiz und Nachfolger der Landeskonferenz der militärischen Dachverbände (LKMD). Der VMG setzt sich u. a. für die Stärkung der Verteidigungsfähigkeit der Armee sowie die ausreichende Alimentierung von Armee und Zivilschutz ein.
Holenstein ist ledig und wohnt in Zürich.

## Publikationen
- Zurück zur Wehrpflicht und zum Milizsystem, Dossier: Wehrhafte Schweiz, in: Schweizer Monat, Ausgabe 1105 - April 2023[16]
- Die Artillerie der Schweizer Armee hat wieder Zukunft, Zürich 2023, ISBN 978-3-9525780-1-8
- Vorschläge zur Reorganisation des Krisenmanagements des Bundes, in: stratos Militärwissenschaftliche Zeitschrift der Schweizer Armee 2-21, S. 79 ff.[17]
- Stefan Holenstein, Stefan Wyss: Erfolgreiche Führung, Steuerung und Kontrolle von komplexen Verbänden, Dike Verlag, 2014, ISBN 978-3-03751-674-4
- Die Oberstartillerieinspektoren sowie die eidgenössischen Inspektoren und Waffenchefs der Artillerie (1804 - 1995): ein Beitrag zur Entwicklungsgeschichte der Schweizer Artillerie im 19. und 20. Jahrhundert, Kommissionsverlag Beer, Zürich, 2011, ISBN 978-3-906262-77-2
- Emil Zürcher (1850-1926) - Leben und Werk eines bedeutenden Strafrechtlers - Unter besonderer Berücksichtigung seiner Verdienste um die Entwicklung des schweizerischen Strafgesetzbuchs, Zürich 1996, ISBN 978-3-7255-34-272